# Caledoniscincus bodoi
Caledoniscincus bodoi е вид влечуго от семейство Сцинкови (Scincidae). Видът не е застрашен от изчезване.

## Разпространение и местообитание
Разпространен е в Нова Каледония.
Обитава гористи местности, ливади, храсталаци, савани, крайбрежия и плажове.